# Димитрис Митропанос
Димитрис Митропанос (на гръцки: Δημήτρης Μητροπάνος)
Един от най-известните гласове на Гърция – Димитрис Митропанос почина на
17 април 2012 / 16:04:51 в болница в Атина. Обичаният от поколения почитатели на гръцката музика певец си отиде на 64 години и остави след себе си едно голямо творчество и една огромна празнина. След като претърпя сърдечен удар той бе откаран в болница. Там дишането му се влошава рязко и въпреки усилията на лекарите почива от тежък белодробен оток.
Роденият през 1948 Митропанос е един от най-характерните представители на гръцката популярна песен. В интервю за GRReporter композиторът Периклис Хилас го определи като „последния мохикан на своето поколение изпълнители“.
„Тези хора носеха в себе си едно мъжество в пълния смисъл на думата. То обозначава човека, който има чест. Той върви изправен, гледа напред и е истински, в него няма нищо фалшиво. Въпреки че няма подобна дума за жените, тя важи и за някои от тях. Т.е. тук мъжеството описва качествата на този вид хора, а не техния пол.
Гласът има лице, глас, памет, носи морала на своята епоха. Димитрис Митропанос изразяваше всичко това. С това не искам да принизя качеството на песните, които изпълняваше, но дори и самото преминаване на една песен през неговия глас я „осветяваше“ по различен начин. Тя придобиваше тежестта, която вече не съществува в днешно време“.
Трудностите, които е преживял от ранното си детство със сигурност са допринесли за формирането на този стабилен и постоянен характер. Димитрис Митропанос е роден в квартала Агия мони до град Трикала. Той израства без баща си, с който се е запознал, когато вече е бил на 29 години. Той смятал, че баща му е бил убит по време на Гражданската война, докато не получил писмо, в което пишело, че е жив и живее в Румъния. Тогава певецът е бил на 16 години.
От малък работел през летата, за да помага на семейството си. Първо като сервитьор в таверната на чичо си, а после като резач на дърва. През 1964 заминава за Атина с чичо си и започва да работи като певец още преди да завърши гимназията.
Тогава е „златната“ епоха на гръцката популярна музика. Известният композитор и певец Григорис Битикоцис му препоръчва да отиде в звукозаписното студио Колумбия, където се запознава с легендарния маестро на бузукито Гиоргос Замбетас. Митропанос започва да пее с неговия оркестър в едно от най-известните по онова време в Атина заведения „Ксимеромата“. „Замбетас е единственият човек, който ми помогна, без да очаква нищо в замяна от мен“, казваше той приживе за човека, който наричаше свой учител и втори баща.
Две години по-късно се среща с Микис Теодоракис и пее „Аксион ести“ по стиховете на наградения с Нобелова награда поет Одисеас Елитис. В дългия си път в музиката Димитрис Митропанос е работил заедно с едни от най-големите представители както на популярната, така и на по-съвременната гръцка песен. Според композитора Периклис Хилас липсата на подобни творци се дължи на епохата, в която живеем. „Нашето време е време на недоизпипването на нещата, на това кого познаваш, на промушването тук и там, на начините, по които да станем известни, на лайф стайла и т.н., което започна през 80-те години на 20 век. Зад всичко това се крие една повърхностност. Тя няма корени, прилича тези модерни растения, чиито корени са във водата, а не в земята. За да го кажа образно, този човек имаше корени в земята и това личеше в гласа му. Гласът му се извисяваше нагоре, не се въртеше около един изкуствено създаден имидж. Беше един истински човек.
Не е никак случайно, че всички признават това. това не означава, че когато всички поддържат нещо, те са прави. Но понякога, както в случая с Димитрис Митропанос съществува този народен инстинкт, който познава нещата. Тогава публиката престава да е тълпа и се превръща в общество. Не е никак случайно, че хората като него порастваха. Те не ставаха просто зрели, но и възрастни. Димитрис Митропанос не се стремеше да изглежда винаги млад, беше един мъж, който остаряваше, следвайки естествения ход на живота. Освен това през целия си живот вървеше по един стабилен път. Затова казах по-горе, че мъжкарят върви изправен. Не се занимава с хитрини, не навежда глава, нарича нещата с истинските им имена, говори на всички по един и същи начин, независимо кой е неговият събеседник. Няма различна маска за всеки по отделно. Той е истински. Димитрис Митропанос изразяваше всичко това 100 на сто. И мисля, че това е нещо, което всички хора разбираха“. !!!!!!!!!!!!!!
Димитрис Митропанос е известен гръцки изпълнител на лаика. Той е един от най-добрите гръцки изпълнители в продължение на повече от четири десетилетия. Работил е с някои от най-известните гръцки композитори като Микис Теодоракис, Ставрос Ксархакос, Йоргос Замбетас, Манос Хадзидакис, Мариос Токас и Танос Микруцикос.

## Дискография
- 1971 – Δημήτρης Μητροπάνος Νο1
- 1972 – Κυρά Ζωή
- 1972 – Ο Άγιος Φεβρουάριο
- 1973 – Ο Δρόμος Για Τα Κύθηρα
- 1976 – Λαϊκά 76
- 1977 – Ερωτικά Λαϊκά
- 1978 – Παράπονο
- 1980 – Λαϊκά Του Σήμερα
- 1980 – Πορτραίτο
- 1981 – Τα Συναξάρια
- 1983 – Λαϊκές Στιγμές
- 1984 – Τα Πικροσάββατα
- 1985 – Τα Νυχτέρια μας
- 1986 – Αγάπη Μου Αγέννητη
- 1987 – Ένας Καινούριος Άνθρωπος
- 1989 – Εμείς Οι Δυο
- 1989 – Πριν Τελειώσει Η Νύχτα
- 1990 – Εσύ Λέγε Με Έρωτα
- 1991 – Πάρε Αποφάσεις
- 1992 – Η Εθνική Μας Μοναξιά
- 1993 – Ο Μητροπάνος τραγουδάει Σπανό
- 1994 – Παρέα μ' έναν ήλιο
- 1996 – Στου αιώνα την παράγκα
- 1999 – Εντελβάϊς
- 2001 – Στής Ψυχής Το Παρακάτω
- 2003 – Θα Είμαι Εδώ
- 2005 – Πες μου τ' αληθινά σου
- 2007 – Για την καρδιά ενός αγγέλου
- 2008 – Στη Διαπασών
- 2011 – Εδώ είμαστε[1]